# Firmino (homem claríssimo)
Firmino (em latim: Firminus) foi um senador do Reino Ostrogótico ativo no reinado do rei Teodorico, o Grande. Os autores da Prosopografia do Império Romano Tardio propuseram que fosse um homem claríssimo. Segundo as Várias de Cassiodoro (III.26, de 507/11), entrou numa disputa legal com Basílio Venâncio, cônsul em 508, que chamou a atenção de Teodorico. O rei ordenou que o caso fosse ouvido por um tribunal especial de juízes delegados.